# They All Fall
They All Fall é um curta-metragem de comédia mudo norte-americano com o ator cômico Oliver Hardy, dirigido por Ralph Ceder em 1925.

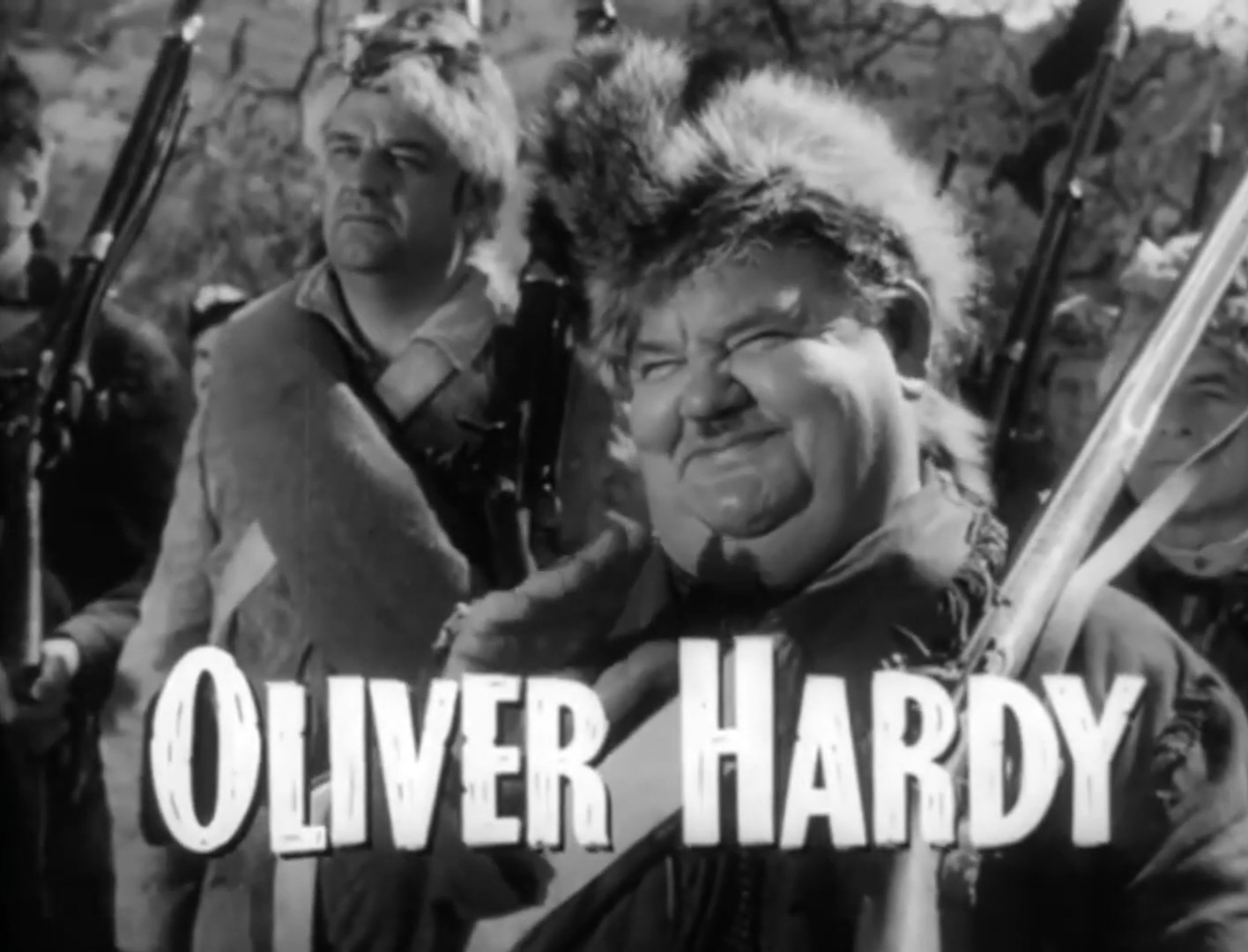
Oliver Hardy